# Eufairmairia laticornis
Eufairmairia laticornis är en insektsart som beskrevs av William D. Funkhouser 1927. Eufairmairia laticornis ingår i släktet Eufairmairia och familjen hornstritar. Inga underarter finns listade i Catalogue of Life.